# Saint-Jean-de-Braye
Saint-Jean-de-Braye é uma comuna francesa na região administrativa do Centro, no departamento Loiret. Estende-se por uma área de 13,7 km². Em 2010 a comuna tinha 21 643 habitantes (densidade: 1 579,8 hab./km²).196 hab/km².